# 590

## Починали
- 7 февруари – Пелагий II, римски папа